# Bellator 226
Bellator 226: Bader vs. Kongo è stato un evento di arti marziali miste tenuto dalla Bellator MMA il 7 settembre 2019 al SAP Center di San Jose negli Stati Uniti.

## Risultati
|                                        | Divisione              |                       |           |                   | Metodo                                      | Round     | Tempo     | Premio    |
| Main Card                              | Main Card              | Main Card             | Main Card | Main Card         | Main Card                                   | Main Card | Main Card | Main Card |
| -------------------------------------- | ---------------------- | --------------------- | --------- | ----------------- | ------------------------------------------- | --------- | --------- | --------- |
| Sfida valida per il titolo di campione | Pesi massimi           | Ryan Bader (c)        | vs.       | Cheick Kongo      | No Contest (ditata nell'occhio accidentale) | 1         | 3:52      |           |
|                                        | Pesi piuma             | Derek Campos          | batte     | Daniel Straus     | Decisione unanime (30-26, 30-25, 30-25)     | 3         | 5:00      | [ 1 ]     |
|                                        | Pesi piuma             | Ádám Borics           | batte     | Pat Curran        | KO tecnico (pugni)                          | 2         | 4:59      | [ 1 ]     |
|                                        | Pesi piuma             | Pedro Carvalho        | batte     | Sam Sicilia       | Sottomissione (neck crank)                  | 2         | 1:56      | [ 1 ]     |
|                                        | Pesi piuma             | Emmanuel Sanchez      | batte     | Tywan Claxton     | Sottomissione (triangle choke)              | 2         | 4:11      | [ 1 ]     |
|                                        | Pesi piuma             | Daniel Carey          | batte     | Gaston Bolanos    | Sottomissione (guillotine choke)            | 1         | 4:19      |           |
| Card Preliminare                       |                        |                       |           |                   |                                             |           |           |           |
|                                        | Pesi piuma             | John Teixeira         | batte     | Ashleigh Grimshaw | KO tecnico (stop dall'angolo)               | 2         | 5:00      |           |
|                                        | Pesi leggeri           | Adam Piccolotti       | batte     | Jacob Smith       | Sottomissione (rear-naked choke)            | 2         | 2:34      |           |
|                                        | Pesi piuma femminili   | Jessica Borga         | batte     | Amber Leibrock    | Sottomissione (armbar)                      | 1         | 4:45      |           |
|                                        | Pesi gallo             | Cass Bell             | batte     | Isaiah Rocha      | Sottomissione (guillotine choke)            | 1         | 1:21      |           |
|                                        | Pesi welter            | Batsumberel Dagvadorj | batte     | James Terry       | Sottomissione (bulldog choke)               | 1         | 2:43      |           |
|                                        | Pesi welter            | Renato Alves          | batte     | Abraham Vaesau    | Sottomissione (rear-naked choke)            | 3         | 3:36      |           |
|                                        | Pesi piuma             | Hyder Amil            | batte     | Ignacio Ortiz     | Decisione non unanime (29-28, 28-29, 29-28) | 3         | 5:00      |           |
|                                        | Pesi leggeri           | Christopher Gonzalez  | batte     | Luis Vargas       | Decisione unanime (30-27, 30-26, 30-25)     | 3         | 5:00      |           |
| Card Postliminare                      |                        |                       |           |                   |                                             |           |           |           |
|                                        | Pesi medi              | Ivan Batinich         | batte     | Daniel Compton    | Sottomissione (rear-naked choke)            | 2         | 4:33      |           |
|                                        | Catchweight (180 lbs.) | Tyson Miller          | batte     | Albert Gonzalez   | KO tecnico (infortunio)                     | 1         | 1:18      |           |
|                                        | Pesi medi              | Alan Benson           | batte     | Favian Gutierrez  | Decisione non unanime (28-29, 29-28, 29-28) | 3         | 5:00      |           |
|                                        | Catchweight (140 lbs.) | Peter Ishiguro        | batte     | Elias Anderson    | Decisione unanime (29-28, 29-28, 29-28)     | 3         | 5:00      |           |
|                                        | Pesi mosca             | Daniel Gonzalez       | batte     | Jonathan Adams    | KO tecnico (sottomissione ai colpi)         | 2         | 4:56      |           |
|                                        | Pesi medi              | Cornelius Savage      | batte     | Evan Gubera       | Decisione non unanime (29-28, 28-29, 29-28) | 3         | 5:00      |           |